# Währungsreformen in Österreich
Dieser Artikel beschreibt die Währungsreformen und -umstellungen in der Geschichte Österreichs. Von 1804 bis 1866 handelte es sich um das Kaisertum Österreich, von 1867 bis 1918 um die Doppelmonarchie Österreich-Ungarn. Ab November 1918 betrifft die Zusammenstellung den Staat Deutschösterreich, seit Herbst 1919 die 1921 durch das Burgenland vergrößerte Republik Österreich, die 1938–1945 zum Deutschen Reich gehörte.
| Zeitraum           | Währung          | Abkürzung                          | Unterteilung      | Abkürzung |
| ------------------ | ---------------- | ---------------------------------- | ----------------- | --------- |
| seit 1999/2002     | Euro             | €                                  | 100 Cent          | Ct.       |
| 1945–1999/2002     | Schilling        | S, öS, ATS                         | 100 Groschen      | g, Gr.    |
| 1938–1945          | Reichsmark       | RM, ℛℳ                             | 100 Reichspfennig | Pfg. ?    |
| 1925–1938          | Schilling        | S, öS                              | 100 Groschen      | g, Gr.    |
| 1892–1925          | Krone            | K, kr                              | 100 Heller        | hlr.      |
| 1858–1892          | Gulden           | F, Frt, Ft (Ungarisch) Fl (Latein) | 100 Neukreuzer    | kr.       |
| 1748–1858          | Konventionstaler |                                    | Kreuzer           |           |
| 16. Jh. – 1748     | Reichstaler      | Rthlr. Rthl. rthl. Thl.            |                   |           |
| bis Anfang 16. Jh. | Pfennig          |                                    | Anfangs Obol      |           |

## Staatsbankrott 1811
Der Österreichische Staatsbankrott von 1811 war die Folge der Zerrüttung der österreichischen Staatsfinanzen im Verlauf der Napoleonischen Kriege. Die Staatsverschuldung war hauptsächlich über von der Regierung herausgegebenes Papiergeld realisiert worden. Bereits 1762 im Siebenjährigen Krieg hatte Österreich die erste Papiergeldausgabe vorgenommen. Um den andauernden Kursverlust der Papiere zu stoppen, wurde 1797 ein Zwangskurs festgesetzt. Während der Koalitionskriege wurde der Papiergeldumlauf massiv ausgeweitet. Ein erster Versuch, die umlaufende Papiergeldmenge an sogenannten Bancozetteln zu reduzieren, war das Patent vom 26. Februar 1810. Es bot vergeblich den freiwilligen Umtausch der Scheine gegen Einlösungsscheine an, die wiederum durch eine Vermögenssteuer getilgt werden sollten. Am 20. Februar 1811 erklärte die Österreichische Regierung formell den Staatsbankrott und stellte die Zahlungen teilweise ein. Die Banknoten wurden zum 31. Jänner 1812 für ungültig erklärt. Mit dem Beginn des Sechsten Koalitionskrieges im selben Jahr nahm Österreich jedoch bereits wieder Schulden auf.

## Währungsreform 1816
1813 wurden schon wieder sogenannte Antizipationsscheine zur Kriegsfinanzierung im Betrag von 45 Millionen Gulden ausgegeben. Nach dem Ende der Napoleonischen Kriege, die zu einem fortwährenden Quasi-Staatsbankrott führten, zog die neu gegründete Nationalbank 1816 das ausgegebene Papiergeld ein. Mit Verlust von ungefähr 90 % wurden stattdessen Gulden ausgegeben. Die Oesterreichische Nationalbank besaß ab sofort das Monopol für die Emission von Banknoten, was zu einer Beruhigung im österreichischen Geldwesen und zu einem Anstieg des Papiergeldwertes führte. Der Gulden, parallel eingeführt zur behelfsmäßigen Wiener Währung, behielt seine Gültigkeit bis 1900, während die Wiener Währung nur bis 1857 in Umlauf blieb.

## Währungsumstellung 1820 ff.
Ab 1820 tauschte die Nationalbank die Wiener Währung im Verhältnis 2,5 : 1 in Gulden Conventionsmünze. Der Kurs basierte auf der Münzkonvention 1753; zehn Taler entsprachen 20 Gulden. Ab 1822 wurde hiefür eine „Wiener Währungs-Hauptkasse“ eröffnet.

## Währungsumstellung 1858
1858 wurde der Wert des Gulden um 5 % abgewertet und zur Unterscheidung fortan als „Gulden österreichische Währung“ bezeichnet. Dies erfolgte aufgrund des Wiener Münzvertrags von 1858, nach dem aus einem Pfund Feinsilber 45 Gulden geprägt werden sollten, und diente der geplanten Münzvereinheitlichung im Deutschen Zollverein.

## Währungsumstellung 1892
Im Jahr 1892 wurde der Gulden durch die Krone zu 100 Heller ersetzt. Der Umrechnungskurs lag bei zwei Kronen für einen Gulden (→ Goldkrone). Der Gulden durfte noch bis 1900 parallel zur Kronenwährung verwendet werden.

## Währungsreform 1924/25
Die Währungsreform der Ersten Republik löste die seit 1919 mit Deutschösterreich abgestempelten Banknoten der Kronenwährung aus der österreichisch-ungarischen Monarchie ab. Die österreichische Krone, die durch die Inflation nach dem Ersten Weltkrieg sehr stark an Wert verlor, wurde nach dem Währungsumstellungsgesetz vom 20. Dezember 1924 mit Wirkung vom 1. März 1925 durch den Schilling zu 100 Groschen ersetzt. Ursprünglich waren 100 Stüber als Unterwährung geplant. 10.000 österreichische Kronen waren in einen Schilling umzutauschen. Der durch entsprechende Währungspolitik stabil gehaltene Schilling galt umgangssprachlich als Alpendollar.

## Währungsreform 1938
Nach dem „Anschluss“ im Jahr 1938 wurde der Schilling mit einem für die Österreicher scheinbar günstigen Kurs von 1,5 Schilling für 1 Reichsmark umgewechselt – bei gleichzeitiger Beschlagnahme des Gold- und Devisenschatzes der Oesterreichischen Nationalbank. Dadurch konnten die völlig erschöpften Devisenreserven des nationalsozialistischen Staates wieder aufgefüllt werden: 78,3 Tonnen Feingold im Wert von 467,7 Millionen Schilling sowie Devisen und Valuten im Wert von 60,2 Millionen Schilling (auf der Basis der niedrigeren Berliner Kurse) wurden zur Reichsbank nach Berlin transferiert.

## Währungsumstellung 1945
Nach Kriegsende wurde am 30. November 1945 wieder der Schilling eingeführt und mit 1:1 zur Reichsmark umgewechselt. Es wurden aber pro Kopf nur 150 Reichsmark umgetauscht. Der Rest kam auf ein Sperrkonto. Der Umtausch der Währung begann am 13. und endete am 20. Dezember 1945.

## Währungsreform 1947

Für Bauern bestanden fristgebundene Sonderbestimmungen, die den Verlust ausgleichen sollten, den sie durch den Umtausch jener Beträge erlitten hatten, die für abgeliefertes Getreide (Roggen, Weizen, Gerste, Hafer, Mais), Kartoffeln, Zuckerrüben, Wintergemüse und Schlacht (Stech)vieh ausgezahlt worden waren. Hier ein Beleg über die Ablehnung einer solchen Forderung.

Am 10. Dezember begann die zweiwöchige Umtauschfrist der Währungsreform von 1947, bei der der Schilling auf ein Drittel des Wertes abgewertet wurde, während von den Sparguthaben ein Teil vom Staat abgeschöpft wurde, um den Wiederaufbau zu ermöglichen. Unter Vorweis seiner Lebensmittelbezugskarte konnte jeder 150 Schilling in 150 neue Schilling umtauschen, darüber hinausgehende eingelieferte Geldbeträge wurden entsprechend dem Währungsschutzgesetz vom 19. November 1947 im Verhältnis 3:1 getauscht.
Die Abwertung betraf allerdings nicht Kleinmünzen. So waren zu diesem Zeitpunkt noch Ein-, Fünf- und Zehn-Pfennig-Münzen sowie die neuen 10-Groschen-Stücke im Umlauf, die vorläufig ihren Wert behielten, da der Staat nicht in der Lage war, neue Münzen zu prägen. Dies führte vor der Umstellung zu massivem Hamstern dieser Münzen, da diese ja ihren Wert im Gegensatz zu den größeren Nominalen behielten. Neu ausgegeben wurden Fünfzig-Groschen-Münzen, Ein- und Zwei-Schilling-Münzen; die Fünf- und Fünfzig-Schilling-Banknoten glichen den bis 1938 verwendeten, Zehn- und Hundert-Schilling-Banknoten hatten seitlich einen weißen Rand mit dem Vermerk Zweite Ausgabe.
Diese Reform war die Bedingung, um Mittel aus dem Marshall-Plan zu erhalten. Nur die Sowjetunion erhielt für ihre Zustimmung in der alliierten Kommission einen Wechselkurs von 1 : 1,75.
Die Preise für Waren stiegen real über Nacht auf das Dreifache. Die damalige Nationalratsabgeordnete Marianne Pollak, Sozialistische Partei Österreichs, verteidigte dies in einem Radiovortrag damit, dass es schließlich dreimal so viel Geld wie Waren am Markt gebe und dass die Menschen somit vor einer Inflation wie 1921 bewahrt werden. Von der sozialistischen Seite kam es zu keinerlei Widerstand, allerdings kam es zu Protesten durch Kommunisten.
Der Umwechselzeitraum bis zum 24. Dezember 1947 war mit zwei Wochen sehr kurz bemessen, danach wurde der alte Schilling für verfallen erklärt. Erklärtes Ziel der Regierung war es, vor allem Schwarzgeldbestände zu eliminieren, die, wie sie es ausdrückte, vorrangig durch Schiebergeschäfte erwirtschaftet wurden.
Die niederösterreichische Diözese St. Pölten forderte die Bevölkerung auf, diese für viele nicht einlösbaren Banknoten – auch anonym – dem damaligen Dompropst zuzusenden, um, wie es in der Aussendung der Kirchenzeitung hieß, das Geld einem guten Zweck zuzuführen.

## Euro-Umstellung 2002
Beim Wechsel von der Schillingwährung zum Euro, der unbar 1999, für Bargeld 2002 erfolgte, handelte es sich nur um eine Währungsumstellung. Einen Euro erhielt man für 13,7603 öS.
Zum 31. Jänner 2008 gab es noch 705,13 Millionen Euro nicht umgetauschte Schillingbestände, darunter 290,73 Millionen Euro in Münzen und 264,29 Millionen Euro in Banknoten, die zum Zeitpunkt der Umstellung auf Euro gesetzliche Zahlungskraft hatten. Ihr Umtausch ist ohne zeitliches oder betragsmäßiges Limit bei der Oesterreichischen Nationalbank möglich. Zeitlich begrenzt ist der Umtausch von Banknoten im Wert von 150,11 Millionen Euro, die ihre gesetzliche Zahlungskraft bereits verloren hatten. Deren Umtausch war bis zu zwanzig Jahre nach dem Zeitpunkt des Verlustes ihrer Funktion als gesetzliches Zahlungsmittel möglich.